# Пуха Ірина Вікторівна
Іри́на Пу́ха (* 1973) — радянська та українська спортсменка-спринтерка, спеціалізувалася в бігу на 60 і 100 метрів та естафеті 4×100 метрів.

## Життєпис
Народилася 1973 року. Навчалася в Прилуцькій ДЮСШ під орудою тренера відділення з легкої атлетики Анатолія Івановича Ракетського.
Завоювала бронзову медаль на 60 метрів на чемпіонаті Європи 2000 року. Змагалася на чемпіонаті світу у приміщенні 1995 року та на Чемпіонаті світу у приміщенні 2001 року.
На 100 м вона фінішувала четвертою на Чемпіонаті світу серед юніорів 1992 року.  Брала участь в Олімпійських іграх 1996 року, на Чемпіонаті світу 1997 року, Чемпіонаті Європи 1998-го і Олімпійських іграх 2000 року.
У естафеті 4 х 100 метрів зайняла четверте місце на чемпіонаті Європи 1998 року. Також змагалася на чемпіонаті світу 1999 року.
Найкращий особистий час — 7,11 секунди на 60 метрів, досягнуто на чемпіонаті Європи 2000 року в Генті, і 11,12 секунди на 100 м, досягнуто в червні 2000 року у Ханьї.